# 福岡県豊前方言
福岡県豊前方言（ふくおかけんぶぜんほうげん）とは、福岡県の旧豊前国にあたる地域で話される日本語の方言である。以下では、「豊前」を「福岡県内の豊前」の意味で用い、大分県北部の旧豊前国地域は含まない。
豊前方言は九州方言の豊日方言に属し、他の九州方言に比べると本州の方言に近い。福岡県内には他に筑前方言と筑後方言があるが、筑前・筑後方言は肥筑方言に属し豊前方言とはかなりの違いがある。ただ筑前方言との境界は、豊前・筑前の国境より西にずれており、筑前北東部（筑豊嘉飯山地区・直鞍地区）には豊前方言的な特徴が聞かれる。そのため本項では豊前の方言を中心に、筑前北東部の方言も扱う。
豊前方言では九州方言の特徴が薄れがちであるが、それでも動詞の二段活用や能力可能を表す「きる」などの九州方言らしい特徴を持っている。なお北九州市は豊前と筑前にまたがっているため市内の東西でも方言が違い、また中国方言からの影響も濃い。

## 発音
連母音の融合
連母音の融合がある。主に豊前南部で、連母音「ai」が「eː」になり、連母音「oi」「ui」が「iː」に変化する。豊前全体・筑前東部でも、形容詞や助動詞の末尾では、「赤い」→「あけー」、「行くまい」→「行くめー」のような変化が起きる。
「て」の口蓋化
助詞の「て」は、豊前南部では「みちぇ」（見て）のように「ちぇ」になり、豊前北部や筑前東部では「ち」になる。また引用の助詞「と」も「ち」になる。
撥音化
他の九州方言と同じく、ナ行音やマ行音が撥音化する傾向があり、特に豊前南部で著しい。
[例]おん（鬼）
促音化
南部では促音化も盛んで、動詞語尾「る」が文中に来た場合に促音化するほか、「る・り・き・つ」で終わる語が文中で促音化する（例）はっが（針が）など、促音化の例は多い。
狭母音化
南部に、母音「o」が「u」に、「e」が「i」になる狭母音化がある。
開合の区別
南部では、共通語で「oː」のものが「oː」の場合と「uː」の場合の二通りある。これは九州全体に見られる開合の区別で、かつて連母音「au」だったものは「oː」になって共通語と同じだが、「ou」「eu」だったものは「uː」になっている。（例）「ゆーじん」（用心）、「いっしゅー」（一升）。
古音
「つ」の発音として[tu]が残っている。ただ、「づ」と「ず」などの四つ仮名の区別はない。
[例]「トゥノ」（角）、「マトゥリ」（祭り）
アクセント
アクセントは外輪東京式アクセントで、東京で「うたが」のように尾高型で発音される二拍名詞二類の語が、豊前では「うたが」のように平板型になる。

## 文法

### 用言の活用
動詞では、「上げん・上ぐる」「捨てん・捨つる」のような下二段活用が残っている。上二段活用もあるが、「落てん・落つる」のように上二段が下二段に変化する傾向がある。またナ行変格活用「死ぬる」が豊前・筑前東部に残っている。一段・二段活用がラ行五段化する傾向も認められるが、筑前・筑後ほどではない。五段活用動詞に「て・た」などを付けた連用形音便では、語尾がワ行・マ行・ラ行（う・む・ぶ）のものがウ音便に、サ行（す）のものがイ音便になる。また、一段・二段動詞の命令形は、「起きー・起きよ」「食べー・食べよ」となる。この命令形に対し、「書きー」「食べりー」のような連用形による穏やかな命令・促しの表現がある。
形容詞の終止形語尾は、豊前から筑前東部にかけては共通語と同じ「赤い」のようなイ語尾で、肥筑方言の「赤か」のようなカ語尾ではない。連用形にはウ音便が生じる。

### 助動詞
断定
断定の助動詞は「じゃ・や」で、もともと「じゃ」だったが、若年層から「や」が広がりつつある。
打ち消し
動詞の打ち消しには、未然形＋「ん」を用いる。過去打ち消しには、「行かざった・行かんじゃった・行かんかった」（行かなかった）のように「ざった・んじゃった・んかった」（右ほど新しい）を用いる。
進行・完了
他の九州方言・西日本方言と同じく、進行相と完了相を区別する。進行相を表すには、動詞の連用形に「よる・よー」を付け、完了相を表すには動詞の連用形に「ちょる・ちょー・とる・とー」を付ける。
可能
九州方言一般と同じく、能力可能には「きる」を、状況可能には「るる（れる）・らるる（られる）」を使って、二通りの可能表現を言い分ける。
様態・伝聞
様態の助動詞（ようだ）に「ごとある・ごたる」を使う。
伝聞（人から聞いたこと）を表すのに、「（っ）ち」が豊前・筑前東部で使われる。また、豊前には伝聞を表す「とこ・とこそ」がある。
敬語
尊敬の助動詞には、「なさる・なはる」があり、また命令形のみの「ない」も用いられる。また「～てください」にあたるものには、「行っておくれ」のように「おくれ」が用いられる。
丁寧語には、「です・ます」が使われる。

### 助詞
格助詞・副助詞
格助詞のうち、主格に「が」、対格に「を」を用いるのは共通語と同じで、それぞれ「の」「ば」を用いる筑前（東部除く）以西・以南の肥筑方言と対照をなす。準体助詞も、肥筑方言のような「と」ではなく、「の・ん・のん」を用いるほか、豊前北部には山口弁と共通する「そ・す」もある。ただ筑前に接する地域には文末詞「と」もあり、北九州市の門司・小倉では問いかけのみに「と」を用いる。
方向を表すのに、「に・い」や「さい・さえ」が使われる。行為の目的を表すのに、「に」のほか、北九州市付近を除いて「見げ行く」（見に行く）のような「げ」が使われる。
「ばかり」の意味の「じょー」、「しか」の意味の「はっちゃ」がある。
接続助詞
順接の「から」にあたる原因・理由を表す接続助詞は、「け」や「き」である。遠賀川沿いや筑豊地域は「き」で、北九州市付近で「け」を用いるのは中国方言の影響が考えられる。
逆接の「けれども」にあたる接続助詞は、「けんど・けど」である。また、逆接既定・仮定条件の「てん」や「たち・たっち」がある。
[例]「とめたちいく」（止めても行く）
終助詞・間投助詞
主張・説得を表す文末詞として「が」を使う。
文末詞・間投詞の両方に使える「くそ・くせ」がある。
ナ行文末詞は主に「なー」を使う。